# ユニコーン・カバーズ
『ユニコーン・カバーズ』は、オムニバスによるUNICORNのトリビュート・アルバム。2013年3月6日発売。発売元はキューンミュージック。

## 内容
メジャーデビューから25周年記念として、前作同様、豪華アーティストによるトリビュート盤。通称・「ユニカバ」。奥田民生のトリビュート盤『奥田民生・カバーズ2』と同時発売。
前作では、バンドが解散していたことからタイトルが「ユニコーン・トリビュート」となっていたが、本作では再結成・活動中であるため「カバーズ」となっている。
高品質CD『Blu-Spec CD2』仕様となっている。
偶然なのか、前作同様、カバー楽曲にEBIの作品は含まれていない。

## 収録曲
| #         | タイトル                                       | 作詞・作曲                                      | 歌・演奏             | 時間  |
| --------- | ---------------------------------------------- | ----------------------------------------------- | -------------------- | ----- |
| 1.        | 「スターな男」(アルバム『ケダモノの嵐』収録)   | - 阿部義晴（作詞） - 奥田民生（作曲）           | フラワーカンパニーズ | 3:25  |
| 2.        | 「デーゲーム」(アルバム『服部』収録)           | 手島いさむ                                      | くるり               | 5:12  |
| 3.        | 「ヒゲとボイン」(アルバム『ヒゲとボイン』収録) | 奥田民生                                        | POLYSICS             | 4:00  |
| 4.        | 「雪が降る町」(8thシングル)                    | 奥田民生                                        | Scott & Rivers       | 4:47  |
| 5.        | 「デジタルスープ」(アルバム『Z』収録)          | 阿部義晴                                        | UNISON SQUARE GARDEN | 5:48  |
| 6.        | 「Pink Prisoner」(アルバム『BOOM』収録)        | 奥田民生                                        | コブクロ             | 3:52  |
| 7.        | 「大迷惑」(アルバム『服部』収録)               | 奥田民生                                        | JUN SKY WALKER(S)    | 3:50  |
| 8.        | 「人生は上々だ」(アルバム『服部』収録)         | - 川西幸一、阿部義晴（作詞） - 奥田民生（作曲） | 氣志團               | 4:55  |
| 9.        | 「服部」(アルバム『服部』収録)                 | 奥田民生                                        | グループ魂           | 5:40  |
| 10.       | 「Maybe Blue」(アルバム『BOOM』収録)           | 奥田民生                                        | DOES                 | 4:11  |
| 11.       | 「I'M A LOSER」(アルバム『PANIC ATTACK』収録)  | 奥田民生                                        | THE STARBEMS         | 3:59  |
| 12.       | 「HELLO」(アルバム『シャンブル』収録)          | 阿部義晴                                        | ザ・ビートモーターズ | 4:43  |
| 13.       | 「自転車泥棒」(アルバム『ケダモノの嵐』収録)   | 手島いさむ                                      | YUKI                 | 3:18  |
| 14.       | 「ひまわり」(アルバム『シャンブル』収録)       | 阿部義晴                                        | Andy Sturmer         | 3:52  |
| 合計時間: | 合計時間:                                      | 合計時間:                                       | 合計時間:            | 61:32 |

### 楽曲解説
1. スターな男 / フラワーカンパニーズ
アルバム『ケダモノの嵐』収録。
2. デーゲーム / くるり
アルバム『服部』収録。
バンド再結成のTV特番にて、岸田繁とユニコーンは同曲をセッションしている。
3. ヒゲとボイン / POLYSICS
アルバム『ヒゲとボイン』収録。
4. 雪が降る町 / Scott & Rivers
8thシングル。
5. デジタルスープ / UNISON SQUARE GARDEN
アルバム『Z』収録。
6. Pink Prisoner / コブクロ
アルバム『BOOM』収録。
このカバー楽曲は、2010年リリースされた『ALL COVERS BEST』収録曲。
7. 大迷惑 / JUN SKY WALKER(S)
アルバム『服部』収録。
8. 人生は上々だ / 氣志團
アルバム『服部』収録。
9. 服部 / グループ魂
アルバム『服部』収録。
10. Maybe Blue / DOES
アルバム『BOOM』収録。
11. I'M A LOSER / THE STARBEMS
アルバム『PANIC ATTACK』収録。
12. HELLO / ザ・ビートモーターズ
アルバム『シャンブル』収録。
13. 自転車泥棒 / YUKI
アルバム『ケダモノの嵐』収録。
14. ひまわり / Andy Sturmer
アルバム『シャンブル』収録。